# Otar Marcwaladze
Otar Marcwaladze, gruz. ოთარ მარცვალაძე (ur. 14 lipca 1984 w Tbilisi) – gruziński piłkarz, grający na pozycji napastnika, reprezentant Gruzji. Od 2015 występuje w klubie Dila Gori.

## Kariera piłkarska

### Kariera klubowa
W 2004 rozpoczął karierę piłkarską w WIT Georgia Tbilisi. Na początku 2006 podpisał 5-letni kontrakt z Dynamem Kijów. Jednak nie potrafił zagrać w podstawowym składzie Dynama i był wypożyczony do klubu Zakarpattia Użhorod. Latem 2009 został piłkarzem rosyjskiego drugoligowego klubu Anży Machaczkała, któremu pomógł awansować do Priemjer ligi. Latem 2010 wypożyczony do innego drugoligowego klubu Wołga Niżny Nowogród, który potem wykupił kontrakt piłkarza. W czerwcu 2011 przeszedł do FK Krasnodar. Następnie grał w takich klubach jak: SKA-Eniergija Chabarowsk, Ałanija Władykaukaz, Dinamo Tbilisi i FK Tosno. W 2015 przeszedł do Dila Gori.

### Kariera reprezentacyjna
Od 2006 występował w reprezentacji Gruzji. Łącznie rozegrał 11 gier reprezentacyjnych, strzelił 2 gola.

## Nagrody i odznaczenia

### Sukcesy klubowe
- mistrz Gruzji: 2004
- mistrz Pierwoj dywizji Rosji: 2009
- wicemistrz Pierwoj dywizji Rosji: 2010

### Sukcesy indywidualne
- król strzelców Pierwoj dywizji Rosji: 21 gol (2010)